# Bruce Brown
Bruce Alan Brown (San Francisco, 1º dicembre 1937 – Santa Barbara, 10 dicembre 2017) è stato un regista, sceneggiatore e produttore cinematografico statunitense famoso per aver girato diversi documentari sul surf. È il padre del filmmaker Dana Brown..

## Biografia
I film di Brown includono Slippery When Wet (1958), Surf Crazy (1959), Barefoot Adventure (1960), Surfing Hollow Days (1961), Waterlogged (1962) e il suo film più famoso, The Endless Summer (1964), che ha ricevuto a livello nazionale uscita teatrale nel 1966. Considerata tra le più influenti del genere, The Endless Summer segue i surfisti Mike Hynson e Robert August in tutto il mondo. Trenta anni dopo, Brown ha girato The Endless Summer II con suo figlio nel 1994.
Ha anche realizzato numerosi cortometraggi tra cui The Wet Set, con lo Hobie-MacGregor Sportswear Surf Team e uno dei primi film sullo skateboard, America's Newest Sport, che presenta lo Hobie Super Surfer Skateboard Team. Questi cortometraggi, insieme ad alcuni filmati inutilizzati di The Endless Summer, sono stati inclusi nel DVD Surfin' Shorts, come parte della collezione Golden Years of Surf. Brown è andato oltre il surf alcune volte con film sullo sport motociclistico, Il rally dei campioni (1971), che è considerato uno dei migliori documentari motociclistici di tutti i tempi, On Any Sunday II (1981), Baja 1000 Classic (1991) e On Any Sunday: Revisited (2000). Ha fatto una comparsa nell'episodio "SpongeBob SquarePants vs. The Big One" di SpongeBob.
Brown è morto a Santa Barbara, in California, nove giorni dopo il suo ottantesimo compleanno.

## Premi e onorificenze
- Introdotto nella AMA Motorcycle Hall of Fame nel 1999.[6]
- Nel 2009 è entrato nella Surfers' Hall of Fame di Huntington Beach, California.[7]

## Filmografia

### Regista
- Slippery When Wet (1958) Documentario
- Surf Crazy (1959) Documentario
- Surfin' Shorts (1960) Documentario
- Barefoot Adventure (1960) Documentario
- Surfing Hollow Days (1961) Documentario
- Water-Logged (1962) Documentario
- The Endless Summer (1966) Documentario
- America's Newest Sport (1966) Cortometraggio documentaristico
- The Incredible Pair of Skis (1967) Documentario
- Il rally dei campioni (On Any Sunday) (1971) Documentario
- The Edge (1975) Documentario
- The Endless Summer 2 (1994) Documentario

### Sceneggiatore
- Slippery When Wet (1958) Documentario
- Surf Crazy (1959) Documentario
- Surfin' Shorts (1960) Documentario
- Barefoot Adventure (1960) Documentario
- Surfing Hollow Days (1961) Documentario
- Water-Logged (1962) Documentario
- The Endless Summer (1966) Documentario
- The Endless Summer 2 (1994) Documentario

### Direttore della fotografia
- Slippery When Wet (1958) Documentario
- Surf Crazy (1959) Documentario
- Surfin' Shorts (1960) Documentario
- Barefoot Adventure (1960) Documentario
- Surfing Hollow Days (1961) Documentario
- Water-Logged (1962) Documentario
- The Endless Summer (1966) Documentario
- America's Newest Sport (1966) Cortometraggio documentaristico

### Montatore
- Slippery When Wet (1958) Documentario
- Surf Crazy (1959) Documentario
- Surfin' Shorts (1960) Documentario
- Barefoot Adventure (1960) Documentario
- Surfing Hollow Days (1961) Documentario
- Water-Logged (1962) Documentario
- The Endless Summer (1966) Documentario
- The Endless Summer 2 (1994) Documentario

### Produttore
- The Endless Summer (1966) Documentario
- Il rally dei campioni (On Any Sunday) (1971) Documentario

#### Produttore esecutivo
- The Endless Summer Revisited (2000) Documentario uscito in home video
- Step Into Liquid (2003) Documentario
- On Any Sunday: La storia continua (On Any Sunday: The Next Chapter) (2014) Documentario

### Doppiatore
- SpongeBob (SpongeBob SquarePants), l'episodio "SpongeBob e la grande onda" (2009)